# Анвик (Аљаска)
Анвик (енгл. Anvik) град је у америчкој савезној држави Аљаска.

## Демографија
По попису из 2010. године број становника је 85, што је 19 (-18,3%) становника мање него 2000. године.
| Група                 | 2000.      | 2010.      |
| Амерички староседеоци | 94 (90,4%) | 79 (92,9%) |
| Белци                 | 9 (8,7%)   | 3 (3,5%)   |
| Афроамериканци        | 0 (0,0%)   | 0 (0,0%)   |
| Азијати               | 0 (0,0%)   | 0 (0,0%)   |
| Хиспаноамериканци     | 1 (1,0%)   | 0 (0,0%)   |
| Укупно                | 104        | 85         |